# 자유법론
자유법론(自由法論)은 이익 법학보다도 훨씬 넓으며 법관의 자유로운 가치 판단의 여지를 인정하려는 것이며, 이것은 법체계의 완전성·자족성(自足性)을 믿는 개념 법학 및 민법전의 제정과 함께 시작된 법실증주의에 대한 반동으로서 생긴 것이다. 
독일의 칸토로비치와 에를리히, 프랑스의 제니 등이 대표자가 된다. 자유법론은 고정된 법규가 유동적인 사회적 현실에 적응되지 않는 것을 지적하고, 법원을 성문법규에 한정시키지 않고 있다. 또한 이것은 넓게 사회 관습이나 사회적·윤리적 규범에서도 구해야 된다는 것을 주장하고 있으므로 법관에 의한 자유로운 법 발견과 학자에 의한 과학적인 법원 탐구에 광범한 여지를 인정해야 된다고 주장했다. 자유법론은 판결에서 구체적 타당성과 법관의 자주적 판단을 중시하는 반면, 일반적 법규·일반적 법개념에 의거하여 보장되는 법적 안정성을 경시하고 감정적인 판결까지도 허용하게 된 점에서 문제가 있다.